# Curimopsis eos
Curimopsis eos là một loài bọ cánh cứng trong họ Byrrhidae. Loài này được Fabbri in Fabbri & Zhou miêu tả khoa học năm 2003.